# Yalçın Koşukavak
Yalçın Koşukavak (Smirne, 14 ottobre 1972) è un allenatore di calcio ed ex calciatore turco, di ruolo portiere, tecnico del Boluspor.